# 郑康振
郑康振（1948年10月—），男，广东茂名人，中国摄影师，珠江电影制片厂摄影师，中国电影金鸡奖最佳摄影。